# 틴 컵
《틴 컵》(영어: Tin Cup)은 미국에서 제작된 론 셸턴 감독의 1996년 로맨틱 코미디 스포츠 영화이다. 케빈 코스트너, 러네이 루소 등이 출연하였고, 게리 포스터 등이 제작에 참여하였다.

## 줄거리
로이 "틴 컵" 매커보이는 한때 골프 신동으로 추앙을 받았으나 PGA 투어 본선 출전권 토너먼트 마지막 라운드에서 안전한 길 대신 위험성이 큰 샷을 택하는 바람에 프로 골프 선수가 되지 못했다. 이후 로이는 텍사스주에서 다 허물어져가는 골프 연습장을 운영하며 목적 없는 삶을 살고 있다.
하루는 임상 심리학자 몰리 그리즈월드가 골프 레슨을 받으려고 찾아온다. 로이는 바로 몰리에게 이끌리지만 몰리는 로이가 대학 시절 함께 골프를 쳤던 일류 골프 선수 데이비드 심스와 사귀고 있다.
다음 날 지역 자선 토너먼트를 앞둔 심스가 로이를 찾아와 그를 캐디로 고용한다. 로이는 라운드 중에 심스가 워터 해저드 너머로 230 야드 샷을 날리는 모험을 감행하지 않고 안전한 레이 업을 선택한 것을 두고 심기를 건드린다. 갤러리에서 이를 건너들은 동료 선수들은 로이가 이를 해낼 수 있을지를 두고 즉석에서 내기를 건다. 로이가 보란듯이 롱 샷을 성공해내자 심스는 로이를 해고한다.
이에 로이는 심스에게 되갚아주고 몰리에게 자신의 가치를 증명하기 위해 US 오픈 본선 출전권을 따내는 데 도전한다.

## 출연진
- 케빈 코스트너 - 로이 "틴 컵" 매커보이 역
- 러네이 루소 - 몰리 그리즈월드 의사 역
- 돈 존슨 - 데이비드 심스 역
- 치치 매린 - 로미오 포사 역
- 렉스 린 - 듀이 역
- 린다 하트 - 도린 역
- 데니스 버클리 - 얼 역
- 미키 존스 - 터크 역
- 마이클 밀호언 - 분 역

## 기타 제작진
- 협력 제작: 켈리 데이비스, 캐린 프로이드
- 배역: 빅토리아 토머스, 에드 존스턴
- 미술: 제임스 비슬
- 의상: 캐럴 오디츠

## 사운드트랙
1. "Little Bit Is Better Than Nada" - 더 텍사스 토네이도스
2. "Cool Lookin' Woman" - 지미 본
3. "Crapped Out Again" - 켑 모
4. "Big Stick" - 브루스 혼즈비
5. "Nobody There But Me" - 브루스 혼즈비
6. "Let Me into Your Heart" - 메리 체이핀 카펜터
7. "I Wonder" - 크리스 아이작
8. "This Could Take All Night" - 어맨다 마셜
9. "Back to Salome" - 숀 콜빈
10. "Just One More" - 조지 존스
11. "Where Are You Boy" - 패티 러블리스
12. "Every Minute, Every Hour, Every Day" - 제임스 하우스
13. "Character Flaw" - 조 일리
14. "Double Bogey Blues" - 미키 존스